# Anna Maria Alberghetti
Anna Maria Alberghetti, född den 15 maj 1936 i Pesaro, Italien, är en före detta operasångare och skådespelare. 

## Filmografi
- Mediet (1951)
- Här kommer brudgummen (1951)
- The Stars Are Singing (1953)
- Ärans män (1955)
- Duel at Apache Wells (1957)
- Ten Thousand Bedrooms (1957)
- KnAskungen  (1960)
- Friends & Family (2001)
- The Whole Shebang (2001)